# Телепнев-Оболенский, Пётр Иванович Одолба
Пётр Ива́нович Те́лепнев-Оболе́нский  по прозвищу Одолба  — князь, боярин и воевода на службе у московского князя Василия III и царя Ивана IV Грозного. 
Сын князя Ивана Васильевича Немого Телепнева-Оболенского, мать звали Мария (возможно, дочь Ф.А. Плещеева). Рюрикович в XX поколении, один из многочисленных князей Оболенских, служивших московским князьям. Имел братьев Дмитрия Ерша, Фёдора и сестру, выданную за князя Глинского.

## Служба при Василии III
Присутствовал на свадьбе Василия III и Елены Глинской, нёс свечу великого князя (28 января 1526).

## Служба при Иване Грозном
Упомянут в числе детей боярских за столом у князя Ивана Фёдоровича Овчины (1536). Командовал вторым ертаульным полком во время Казанского похода «луговою стороною» (1544). Первый воевода Большого полка во время похода на Казань (1545). Командовал 13-м большим полком во время Шведского похода (апрель 1549). Детей не имел. Умер († до 1563).